# UFOria
«UFOria» (англ. UFOria; США, 1985) — американский научно-фантастический фильм режиссёра Джона Биндера, студии Universal Pictures.

## Сюжет
Шелдон Барт (Фред Уорд) — бродяга и мелкий мошенник. Встречает своего старого друга, брата Бада (Гарри Дин Стэнтон), крупного мошенника, занимающегося исцелением верой и скупкой краденых автомобилей, в его палатке пробуждения за пределами маленького городка. У Бада развилась настоящая способность к исцелению, хотя он понятия не имеет, как это произошло. Помогая брату Баду, Шелдон влюбляется в Арлин (Синди Уильямс), продавщицу местного супермаркета, которая верит в НЛО, глубоко религиозна и глубоко одинока. Когда Арлин видит приближающийся НЛО, каждый реагирует на это по-своему. Брат Бад начинает превращать веру и видения Арлин в новый псевдорелигиозный культ, с целью подзаработать.

## Отзывы
Роджер Эберт дал фильму 4-звездочную рецензию, назвав фильм «великолепной и бестолковой комедией», заключив: «Как и „Конфискатор“, „Дневник Черепахи“ и „Ханна и ее сестры“, он стремится к оригинальности в мире, который ценит конвейер развлечений».
Винсент Кэнби из «Нью-Йорк таймс» написал, что фильм имеет «вульгарный» и «чрезмерно безумный», он также похвалил актёрский состав. Кевин Томас, пишущий для Los Angeles Times, завершил свой обзор словами: «Уильямс умудряется быть очаровательной и никогда не кажется полностью сумасшедшей, как и Уорд, вы действительно верите в неё, независимо от того, верите вы в НЛО или нет».